# Carlos Carmona
Carlos Emilio Carmona Tello (Coquimbo, 21 febbraio 1987) è un ex calciatore cileno, di ruolo centrocampista.
È soprannominato El 7 Pulmones (in lingua italiana Il 7 Polmoni).

## Caratteristiche tecniche
Ricopre il ruolo di mediano, con compiti sia di recuperare palloni che di impostare la manovra dando profondità all'azione, poiché dotato di un lancio preciso e capace di dettare i tempi alla squadra. Ha anche dimostrato di avere un bel tiro da fuori, ma poiché il suo compito principale non era quello di andare al tiro, non ha messo a segno tanti gol in carriera.

## Carriera

### Club

#### Gli inizi in Cile
Carlos Carmona inizia la sua carriera con il Coquimbo Unido, squadra della IV Regione del Cile; si distingue immediatamente per il suo carattere, nonostante la giovane età. Con la squadra della sua città disputa 92 partite e segna 7 gol in quattro stagioni. Dopo la retrocessione del club dalla Primera División passa all'O'Higgins dove disputa solo metà stagione prima di essere ceduto, giocando 17 partite e siglando 3 reti.

#### Reggina
Nel luglio 2008 viene ceduto alla Reggina, squadra militante in Serie A dove firma un contratto quadriennale. A Reggio Calabria inizia la stagione da titolare, mostrando subito forte personalità e notevole tecnica, diventando un punto fisso nel centrocampo amaranto. Conclude la sua prima stagione in Italia con 32 presenze, non impedendo tuttavia la retrocessione del club calabrese. Nella stagione successiva disputa la Serie B con la squadra amaranto, concludendo la sua stagione con 37 presenze (35 in campionato e 2 in Coppa Italia).

#### Atalanta
Il 27 agosto 2010 il giocatore viene ceduto in compartecipazione all'Atalanta, club appena retrocesso dalla Serie A per 1,8 milioni di euro, firmando un contratto quadriennale. Esordisce con la nuova maglia il 4 settembre, nella partita casalinga contro il Frosinone (0-0). Diventa ben presto una pedina fondamentale per il centrocampo nerazzurro, con compiti di organizzazione del gioco. Conclude la stagione con 32 presenze, tutte in campionato, e con la vittoria del campionato cadetto.
Il 24 giugno 2011 viene rinnovata la compartecipazione con la Reggina, con il giocatore che rimane tra le file orobiche.
L'11 aprile 2012 realizza il terzo gol nella vittoria esterna dell'Atalanta contro il Napoli; si tratta della sua prima rete con la maglia della formazione bergamasca, oltre che del suo primo gol in Serie A. La stagione successiva, dopo aver saltato diverse partite per infortunio, rientra in campo il 31 ottobre 2012 nella partita contro il Napoli, nella quale segna anche il gol che garantisce ai bergamaschi la vittoria per 1-0. Il 2 febbraio 2013 mette a segno la sua seconda rete stagionale nella partita vinta per 2-1 contro il Palermo. Anche nelle due stagioni successive gioca regolarmente da titolare dal tecnico Stefano Colantuono nel centrocampo bergamasco, collezionando rispettivamente 32 e 33 presenze e segnando anche altre 2 reti (entrambe nel corso della stagione 2013-2014). Nella stagione 2015-2016 a causa di vari problemi fisici gioca solamente 10 partite (9 in campionato ed una in Coppa Italia) mentre nella stagione 2016-2017 dopo aver giocato 2 delle prime 3 giornate di campionato (l'ultima delle quali il 18 settembre 2016) non viene più schierato da Gian Piero Gasperini, ed il 31 gennaio 2017 rescinde il contratto che lo legava all'Atalanta, lasciando quindi il club dopo 7 stagioni, nelle quali ha disputato in totale 160 partite (155 in campionato e 5 in Coppa Italia) e segnato 5 reti.

#### Atlanta United, Colo Colo, ritorno al Coquimbo Unido e ritiro
Il 6 febbraio 2017 viene annunciato il suo trasferimento all'Atlanta United, neonata franchigia della MLS, con la quale segna 2 reti in 32 partite di campionato. A fine stagione torna in patria, al Colo-Colo, dove trascorre 3 stagioni giocando in totale 43 partite nella prima divisione cilena, a cui aggiunge anche 6 presenze in Coppa del Cile e 15 presenze con una rete in Coppa Libertadores. Nel 2021 si svincola dal club bianconero e fa ritorno al Coquimbo Unido, club in cui aveva iniziato la carriera, militante nella seconda divisione cilena. Nel 2021 vince il campionato e raggiunge la semifinale di Coppa del Cile.
Il 3 gennaio 2022, Carmona decide di ritirarsi al calcio giocato all'età di 34 anni.

### Nazionale
È stato il giocatore più giovane al Campionato mondiale di calcio Under-20 2005 nei Paesi Bassi dove ha mostrato talento sin dalla prima partita contro l'Honduras.
Due anni dopo è capitano della nazionale cilena Under-20 terza al mondiale di categoria in Canada nel 2007. Una squadra che vantava giocatori come Mauricio Isla, Arturo Vidal, Nicolás Medina, Alexis Sánchez, Mathias Vidangossy, Nicolás Larrondo e Christopher Toselli.
Nel maggio 2008 è stato convocato da Marcelo Bielsa per partecipare al Torneo di Tolone, dove riesce ad ottenere il secondo posto alle spalle dell'Italia, nella competizione segna anche un gol al Giappone.
Esordisce in nazionale maggiore, il 4 giugno 2008, a 21 anni, nell'amichevole disputata dal Cile contro il Guatemala (2-0). Le buone prestazioni offerte nelle due successive partite contro Bolivia e Venezuela gli valgono il posto in squadra, rendendosi protagonista alle qualificazioni per i mondiali seguenti.
Al Campionato mondiale di calcio 2010, Carmona ha giocato 3 gare con la nazionale di calcio del Cile, in due delle quali è risultato il migliore in campo.
Il 29 giugno 2011 viene inserito dal nuovo C.T. cileno Claudio Borghi nella lista dei convocati per la Coppa America che verrà disputata in Argentina. Esordisce nella competizione il 4 luglio nell'incontro vinto contro il Messico per 2-1, subentrando all'84' a Matías Fernández. Nella competizione gioca tutte le quattro partite disputate dal Cile (la squadra viene eliminata ai Quarti dal Venezuela) di cui due da titolare.
Nel 2014 partecipa al suo secondo Mondiale consecutivo, mentre nel 2015 viene convocato per la Coppa America ma deve rinunciare a partecipare al torneo per infortunio.

## Statistiche

### Presenze e reti nei club
Statistiche aggiornate al 30 settembre 2017.
| Stagione              | Squadra               | Campionato            | Campionato | Campionato | Coppe nazionali | Coppe nazionali | Coppe nazionali | Coppe continentali | Coppe continentali | Coppe continentali | Altre coppe | Altre coppe | Altre coppe | Totale | Totale |
| Stagione              | Squadra               | Comp                  | Pres       | Reti       | Comp            | Pres            | Reti            | Comp               | Pres               | Reti               | Comp        | Pres        | Reti        | Pres   | Reti   |
| --------------------- | --------------------- | --------------------- | ---------- | ---------- | --------------- | --------------- | --------------- | ------------------ | ------------------ | ------------------ | ----------- | ----------- | ----------- | ------ | ------ |
| 2004                  | Coquimbo Unido        | PD                    | 30         | 1          | -               | -               | -               | -                  | -                  | -                  | -           | -           | -           | 30     | 1      |
| 2005                  | Coquimbo Unido        | PD                    | 27         | 2          | -               | -               | -               | -                  | -                  | -                  | -           | -           | -           | 27     | 2      |
| 2006                  | Coquimbo Unido        | PD                    | 20         | 0          | -               | -               | -               | -                  | -                  | -                  | -           | -           | -           | 20     | 0      |
| 2007                  | Coquimbo Unido        | PD                    | 15         | 4          | -               | -               | -               | -                  | -                  | -                  | -           | -           | -           | 15     | 4      |
| Totale Coquimbo Unido | Totale Coquimbo Unido | Totale Coquimbo Unido | 92         | 7          |                 | -               | -               |                    | -                  | -                  |             | -           | -           | 92     | 7      |
| gen.-lug. 2008        | O'Higgins             | PD                    | 17         | 3          | -               | -               | -               | -                  | -                  | -                  | -           | -           | -           | 17     | 3      |
| 2008-2009             | Reggina               | A                     | 32         | 0          | CI              | 0               | 0               | -                  | -                  | -                  | -           | -           | -           | 32     | 0      |
| 2009-2010             | Reggina               | B                     | 35         | 0          | CI              | 2               | 0               | -                  | -                  | -                  | -           | -           | -           | 37     | 0      |
| ago. 2010             | Reggina               | B                     | 0          | 0          | CI              | 0               | 0               | -                  | -                  | -                  | -           | -           | -           | 0      | 0      |
| Totale Reggina        | Totale Reggina        | Totale Reggina        | 67         | 0          |                 | 2               | 0               |                    | -                  | -                  |             | -           | -           | 69     | 0      |
| ago. 2010-2011        | Atalanta              | B                     | 32         | 0          | CI              | 0               | 0               | -                  | -                  | -                  | -           | -           | -           | 32     | 0      |
| 2011-2012             | Atalanta              | A                     | 28         | 1          | CI              | 1               | 0               | -                  | -                  | -                  | -           | -           | -           | 29     | 1      |
| 2012-2013             | Atalanta              | A                     | 20         | 2          | CI              | 1               | 0               | -                  | -                  | -                  | -           | -           | -           | 21     | 2      |
| 2013-2014             | Atalanta              | A                     | 32         | 2          | CI              | 1               | 0               | -                  | -                  | -                  | -           | -           | -           | 33     | 2      |
| 2014-2015             | Atalanta              | A                     | 33         | 0          | CI              | 1               | 0               | -                  | -                  | -                  | -           | -           | -           | 34     | 0      |
| 2015-2016             | Atalanta              | A                     | 8          | 0          | CI              | 1               | 0               | -                  | -                  | -                  | -           | -           | -           | 9      | 0      |
| 2016-gen. 2017        | Atalanta              | A                     | 2          | 0          | CI              | 0               | 0               | -                  | -                  | -                  | -           | -           | -           | 2      | 0      |
| Totale Atalanta       | Totale Atalanta       | Totale Atalanta       | 155        | 5          |                 | 5               | 0               |                    | -                  | -                  |             | -           | -           | 160    | 5      |
| 2017                  | Atlanta United        | MLS                   | 32         | 2          | USOC            | 1               | 0               | -                  | -                  | -                  | -           | -           | -           | 33     | 2      |
| 2018                  | Colo-Colo             | PD                    | 19         | 0          | CC              | 0               | 0               | CL                 | 10                 | 1                  | -           | -           | -           | 29     | 1      |
| 2019                  | Colo-Colo             | PD                    | 2          | 0          | CC              | 6               | 0               | CS                 | 0                  | 0                  | -           | -           | -           | 8      | 0      |
| 2020                  | Colo-Colo             | PD                    | 22         | 0          | CC              | 0               | 0               | CL                 | 2                  | 0                  | -           | -           | -           | 24     | 0      |
| Totale Colo-Colo      | Totale Colo-Colo      | Totale Colo-Colo      | 43         | 0          |                 | 6               | 0               |                    | 12                 | 1                  |             | -           | -           | 61     | 1      |
| Totale carriera       | Totale carriera       | Totale carriera       | 349        | 16         |                 | 8               | 0               |                    | -                  | -                  |             | -           | -           | 361    | 16     |

### Cronologia presenze e reti in nazionale
| Cronologia completa delle presenze e delle reti in nazionale ― Cile | Cronologia completa delle presenze e delle reti in nazionale ― Cile | Cronologia completa delle presenze e delle reti in nazionale ― Cile | Cronologia completa delle presenze e delle reti in nazionale ― Cile | Cronologia completa delle presenze e delle reti in nazionale ― Cile | Cronologia completa delle presenze e delle reti in nazionale ― Cile | Cronologia completa delle presenze e delle reti in nazionale ― Cile | Cronologia completa delle presenze e delle reti in nazionale ― Cile |
| Data                                                                | Città                                                               | In casa                                                             | Risultato                                                           | Ospiti                                                              | Competizione                                                        | Reti                                                                | Note                                                                |
| ------------------------------------------------------------------- | ------------------------------------------------------------------- | ------------------------------------------------------------------- | ------------------------------------------------------------------- | ------------------------------------------------------------------- | ------------------------------------------------------------------- | ------------------------------------------------------------------- | ------------------------------------------------------------------- |
| 4-6-2008                                                            | Rancagua                                                            | Cile                                                                | 2 – 0                                                               | Guatemala                                                           | Amichevole                                                          | -                                                                   | 46’                                                                 |
| 7-6-2008                                                            | Valparaíso                                                          | Cile                                                                | 0 – 0                                                               | Panama                                                              | Amichevole                                                          | -                                                                   | 46’                                                                 |
| 15-6-2008                                                           | La Paz                                                              | Bolivia                                                             | 0 – 2                                                               | Cile                                                                | Qual. Mondiali 2010                                                 | -                                                                   |                                                                     |
| 19-6-2008                                                           | Puerto La Cruz                                                      | Venezuela                                                           | 2 – 3                                                               | Cile                                                                | Qual. Mondiali 2010                                                 | -                                                                   | 16’                                                                 |
| 20-8-2008                                                           | Istanbul                                                            | Turchia                                                             | 1 – 0                                                               | Cile                                                                | Amichevole                                                          | -                                                                   | 78’                                                                 |
| 7-9-2008                                                            | Santiago del Cile                                                   | Cile                                                                | 0 – 3                                                               | Brasile                                                             | Qual. Mondiali 2010                                                 | -                                                                   | 82’                                                                 |
| 12-10-2008                                                          | Quito                                                               | Ecuador                                                             | 1 – 0                                                               | Cile                                                                | Qual. Mondiali 2010                                                 | -                                                                   |                                                                     |
| 15-10-2008                                                          | Santiago del Cile                                                   | Cile                                                                | 1 – 0                                                               | Argentina                                                           | Qual. Mondiali 2010                                                 | -                                                                   |                                                                     |
| 19-11-2008                                                          | Villareal                                                           | Spagna                                                              | 3 – 0                                                               | Cile                                                                | Amichevole                                                          | -                                                                   |                                                                     |
| 11-2-2009                                                           | Polokwane                                                           | Sudafrica                                                           | 0 – 2                                                               | Cile                                                                | Amichevole                                                          | -                                                                   | 64’ 86’                                                             |
| 29-3-2009                                                           | Lima                                                                | Perù                                                                | 1 – 3                                                               | Cile                                                                | Qual. Mondiali 2010                                                 | -                                                                   | 16’ 75’                                                             |
| 1-4-2009                                                            | Santiago del Cile                                                   | Cile                                                                | 0 – 0                                                               | Uruguay                                                             | Qual. Mondiali 2010                                                 | -                                                                   |                                                                     |
| 6-6-2009                                                            | Asunción                                                            | Paraguay                                                            | 0 – 2                                                               | Cile                                                                | Qual. Mondiali 2010                                                 | -                                                                   | 29’                                                                 |
| 12-8-2009                                                           | Brøndby                                                             | Danimarca                                                           | 1 – 2                                                               | Cile                                                                | Amichevole                                                          | -                                                                   |                                                                     |
| 5-9-2009                                                            | Santiago del Cile                                                   | Cile                                                                | 2 – 2                                                               | Venezuela                                                           | Qual. Mondiali 2010                                                 | -                                                                   | 35’ 46’                                                             |
| 8-9-2009                                                            | Salvador de Bahia                                                   | Brasile                                                             | 4 – 2                                                               | Cile                                                                | Qual. Mondiali 2010                                                 | -                                                                   |                                                                     |
| 10-10-2009                                                          | Medellín                                                            | Colombia                                                            | 2 – 4                                                               | Cile                                                                | Qual. Mondiali 2010                                                 | -                                                                   |                                                                     |
| 17-11-2009                                                          | Žilina                                                              | Slovacchia                                                          | 1 – 2                                                               | Cile                                                                | Amichevole                                                          | -                                                                   | 70’                                                                 |
| 27-5-2010                                                           | Calama                                                              | Cile                                                                | 3 – 0                                                               | Zambia                                                              | Amichevole                                                          | -                                                                   |                                                                     |
| 31-5-2010                                                           | Concepción                                                          | Cile                                                                | 3 – 0                                                               | Israele                                                             | Amichevole                                                          | -                                                                   |                                                                     |
| 16-6-2010                                                           | Nelspruit                                                           | Honduras                                                            | 0 – 1                                                               | Cile                                                                | Mondiali 2010 - 1º Turno                                            | -                                                                   | 4’                                                                  |
| 21-6-2010                                                           | Port Elizabeth                                                      | Cile                                                                | 1 – 0                                                               | Svizzera                                                            | Mondiali 2010 - 1º Turno                                            | -                                                                   | 23’                                                                 |
| 28-6-2010                                                           | Johannesburg                                                        | Brasile                                                             | 3 – 0                                                               | Cile                                                                | Mondiali 2010 - Ottavi di finale                                    | -                                                                   |                                                                     |
| 17-11-2010                                                          | Santiago del Cile                                                   | Cile                                                                | 2 – 0                                                               | Uruguay                                                             | Amichevole                                                          | -                                                                   | 65’                                                                 |
| 26-3-2011                                                           | Leiria                                                              | Portogallo                                                          | 1 – 1                                                               | Cile                                                                | Amichevole                                                          | -                                                                   |                                                                     |
| 19-6-2011                                                           | Santiago del Cile                                                   | Cile                                                                | 4 – 0                                                               | Estonia                                                             | Amichevole                                                          | -                                                                   | 60’                                                                 |
| 23-6-2011                                                           | Asunción                                                            | Paraguay                                                            | 0 – 0                                                               | Cile                                                                | Amichevole                                                          | -                                                                   |                                                                     |
| 4-7-2011                                                            | San Juan                                                            | Cile                                                                | 2 – 1                                                               | Messico                                                             | Coppa America 2011 - 1º Turno                                       | -                                                                   | 83’                                                                 |
| 8-7-2011                                                            | Mendoza                                                             | Uruguay                                                             | 1 – 1                                                               | Cile                                                                | Coppa America 2011 - 1º Turno                                       | -                                                                   | 73’                                                                 |
| 12-7-2011                                                           | Mendoza                                                             | Cile                                                                | 1 – 0                                                               | Perù                                                                | Coppa America 2011 - 1º Turno                                       | -                                                                   |                                                                     |
| 17-7-2011                                                           | San Juan                                                            | Cile                                                                | 1 – 2 dts                                                           | Venezuela                                                           | Coppa America 2011 - Quarti di finale                               | -                                                                   | 46’                                                                 |
| 10-8-2011                                                           | Montpellier                                                         | Francia                                                             | 1 – 1                                                               | Cile                                                                | Amichevole                                                          | -                                                                   | 85’                                                                 |
| 2-9-2011                                                            | San Gallo                                                           | Spagna                                                              | 3 – 2                                                               | Cile                                                                | Amichevole                                                          | -                                                                   |                                                                     |
| 7-10-2011                                                           | Buenos Aires                                                        | Argentina                                                           | 4 – 1                                                               | Cile                                                                | Qual. Mondiali 2014                                                 | -                                                                   |                                                                     |
| 12-10-2011                                                          | Santiago del Cile                                                   | Cile                                                                | 4 – 2                                                               | Perù                                                                | Qual. Mondiali 2014                                                 | -                                                                   | 90+1’                                                               |
| 6-2-2013                                                            | Madrid                                                              | Cile                                                                | 2 – 1                                                               | Egitto                                                              | Amichevole                                                          | 1                                                                   |                                                                     |
| 23-3-2013                                                           | Lima                                                                | Perù                                                                | 1 – 0                                                               | Cile                                                                | Qual. Mondiali 2014                                                 | -                                                                   |                                                                     |
| 27-3-2013                                                           | Santiago del Cile                                                   | Cile                                                                | 2 – 0                                                               | Uruguay                                                             | Qual. Mondiali 2014                                                 | -                                                                   | 69’                                                                 |
| 14-8-2013                                                           | Brøndby                                                             | Cile                                                                | 6 – 0                                                               | Iraq                                                                | Amichevole                                                          | -                                                                   | 72’                                                                 |
| 10-9-2013                                                           | Madrid                                                              | Spagna                                                              | 2 – 2                                                               | Cile                                                                | Amichevole                                                          | -                                                                   | 46’                                                                 |
| 11-10-2013                                                          | Barranquilla                                                        | Colombia                                                            | 3 – 3                                                               | Cile                                                                | Qual. Mondiali 2014                                                 | -                                                                   | 65’, 66’                                                            |
| 15-11-2013                                                          | Londra                                                              | Inghilterra                                                         | 0 – 2                                                               | Cile                                                                | Amichevole                                                          | -                                                                   | 46’                                                                 |
| 20-11-2013                                                          | Toronto                                                             | Brasile                                                             | 2 – 1                                                               | Cile                                                                | Amichevole                                                          | -                                                                   | 75’                                                                 |
| 31-5-2014                                                           | Santiago del Cile                                                   | Cile                                                                | 3 – 2                                                               | Egitto                                                              | Amichevole                                                          | -                                                                   | 85’                                                                 |
| 5-6-2014                                                            | Valparaíso                                                          | Cile                                                                | 2 – 0                                                               | Irlanda del Nord                                                    | Amichevole                                                          | -                                                                   |                                                                     |
| 18-6-2014                                                           | Rio de Janeiro                                                      | Spagna                                                              | 0 – 2                                                               | Cile                                                                | Mondiali 2014 - 1º Turno                                            | -                                                                   | 88’                                                                 |
| 10-10-2014                                                          | Valparaíso                                                          | Cile                                                                | 3 – 0                                                               | Perù                                                                | Amichevole                                                          | -                                                                   | 83’                                                                 |
| 14-11-2014                                                          | Talcahuano                                                          | Cile                                                                | 5 – 0                                                               | Venezuela                                                           | Amichevole                                                          | -                                                                   | 81’                                                                 |
| 11-1-2017                                                           | Pechino                                                             | Cile                                                                | 1 – 1 dts (5 – 2 dtr)                                               | Croazia                                                             | Amichevole                                                          | -                                                                   | 82’                                                                 |
| 15-1-2017                                                           | Nanning                                                             | Islanda                                                             | 0 – 1                                                               | Cile                                                                | Amichevole                                                          | -                                                                   | 71’                                                                 |
| 29-3-2017                                                           | Santiago del Cile                                                   | Cile                                                                | 3 – 1                                                               | Venezuela                                                           | Qual. Mondiali 2018                                                 | -                                                                   | 88’                                                                 |
| Totale                                                              |                                                                     | Presenze                                                            | 51                                                                  |                                                                     | Reti                                                                | 1                                                                   |                                                                     |

## Palmarès

### Club

#### Competizioni nazionali
- Campionato italiano di Serie B: 1

Atalanta: 2010-2011
- Supercopa de Chile: 1

Colo-Colo: 2018
- Coppa del Cile: 1

Colo-Colo: 2019
- Primera B: 1

Coquimbo Unido: 2021